# Hypospila signipalpis
Hypospila signipalpis är en fjärilsart som beskrevs av Walker 1858. Hypospila signipalpis ingår i släktet Hypospila och familjen nattflyn. Inga underarter finns listade i Catalogue of Life.